# För mod och rådighet till sjöss under farofylld tid
För mod och rådighet till sjöss under farofylld tid var en Kunglig medalj som instiftades av kung Gustaf V år 1941 och utdelades under andra världskriget (fram till 1945) till 16 personer. Medaljen är av guld i 5:e storleken och har ett ankare på bandet.

## Bakgrund
Medaljen instiftades efter förslag från Sveriges allmänna sjöfartsförening och förslag för utdelning  kom från Handelsdepartementet, och beslut fattades av Kungl. Maj:t i konselj. Totalt delades 16 medaljer ut, och uteslutande till civila svenska sjömän. De flesta medaljerna bekostades med medel ur Handels- och sjöfartsfonden.

### Mottagare (ej komplett)
Följande personer mottog medaljen:
| Namn                     | Befattning      | Fartyg      | Orsak |
| ------------------------ | --------------- | ----------- | --- |
| Karl Anton Olsson        | Andre maskinist | S/S Lidingö | Då fartyget blev minsprängt den 1 april 1941 stannade Olsson på sin plats, trots huvudskada, för att dels evakuera all annan personal, samt se till att pannan inte exploderade av det inträngande vattnet. Först därefter lämnade han fartyget som sjönk. Han belönades med motivationen om att han visat självuppoffring och stor sinnesnärvaro                                                                                                  |
| Oscar Rehn               | Matros          | S/S Siljan  | Då fartyget torpederats av en tysk ubåt på Nordatlanten gick samtliga i besättningen i livbåtarna. På Rehns livbåt hade rodret skadats. Rehn lagade detta provisoriskt med en åra och styrde båten under flera dygn med grov sjö till den Irländska kusten. Han kamrater på båten var så svaga att de inte kunde hjälpa honom, varför han i flera dygn styrde båten själv. Han belönades med motivationen visad rådighet, kunskap och uthållighet. |
| Adolf Waldemar Andersson | Befälhavare     | S/S Garm    | Gick i konvoj mellan Liverpool och Gibraltar. Den 21 december 1940 blev ett annat svenskt fartyg i konvojen S/S Mangen torpederad av den italienska ubåten Mocenigo. Andersson bröt mot konvojreglerna och stannad kvar för att ta upp överlevare, varvid 12 av totalt 20 man kunde räddas. Andersson fick medaljen med motivationen för att på ett hedrande sätt företrätt svenskt sjömanskap.                                                    |
| Arne Andreas Norberg     | Smörjare        | S/S Gudur   | Sveabolagets S/S Gudur sjönk i Bottenviken 1942, på grund av olyckshändelse. Norberg tog sig med fara för eget liv ner i maskinrummet för att stoppa cirkulationspumpen som hotade babords livbåt. Han tilldelades medaljen som nådevedermäle. |